# Флајбоснија
Флајбоснија (изворно FlyBosnia) босанскохерцеговачка је авио-компанија са седиштем у Сарајеву.

## Дестинације
| Држава               | Град     | Аеродром                           | Белешка         |
| -------------------- | -------- | ---------------------------------- | --------------- |
| Бахреин              | Манама   | Аеродром Манама                    | Сезонски        |
| Босна и Херцеговина  | Мостар   | Аеродром Мостар                    |                 |
| Босна и Херцеговина  | Сарајево | Аеродром Сарајево                  | Авио-чвориште   |
| Египат               | Хургада  | Аеродром Хургада                   | Сезонски чартер |
| Италија              | Рим      | Аеродром Леонардо да Винчи Рим     |                 |
| Кувајт               | Кувајт   | Аеродром Кувајт                    | Сезонски        |
| Саудијска Арабија    | Гасим    | Аеродром принц Наџеф бин Абдулазиз | Сезонски        |
| Саудијска Арабија    | Џеда     | Аеродром краљ Абдул Азиз           | Сезонски        |
| Саудијска Арабија    | Ријад    | Аеродром краљ Халид                |                 |
| Тунис                | Монастир | Аеродром Монастир                  | Сезонски чартер |
| Турска               | Анталија | Аеродром Анталија                  | Сезонски чартер |
| Уједињено Краљевство | Лондон   | Аеродром Лондон-Лутон              |                 |

## Флота
Од јануара 2019. године, флота Флајбосније састоји се од:
| Авион      | У служби | Наручени | Путници | Белешке |
| ---------- | -------- | -------- | ------- | ------- |
| Ербас A319 | 1        | 2        | 138     |         |
| Укупно     | 1        | 2        |         |         |